# Sant'Atenogene
Atenogene (III secolo – 305) è stato un vescovo e martire armeno.

## Biografia
Scarse sono le notizie su questo Santo. San Basilio, dottore della chiesa, nel suo trattato sullo Spirito Santo, lodò l'inno di Atenogene, che aveva chiaramente espresso la sua fede nella divinità dello Spirito Santo, e riferisce inoltre che sarebbe stato arso vivo. 

## Società e istituti religiosi intitolati a Sant'Atenogene
- Chiesa di Sant'Atenogene